# اچ‌ام‌اس آرثوسا (اف۳۸)
اچ‌ام‌اس آرثوسا (اف۳۸) (به انگلیسی: HMS Arethusa (F38)) یک کشتی بود. این کشتی در سال ۱۹۶۵ ساخته شد.